# والتر جی. هاروی
والتر جی. هاروی (انگلیسی: Walter J. Harvey؛ ۹ فوریه ۱۹۰۳ – ۱ ژانویه ۱۹۷۹) یک فیلم‌بردار اهل بریتانیا بود.

## فیلم‌شناسی
- ترور (۱۹۳۸)
- رگبار (۱۹۵۱)
- ۳۶ ساعت (۱۹۵۳)
- پرتقال خونی (۱۹۵۳)
- پیه‌اش را به تنت بمال (۱۹۵۴)
- دست (۱۹۶۰)